# Tour de Suisse 1968
Die 32. Tour de Suisse (Radrundfahrt der Schweiz) fand vom 24. bis 22. Juni 1968 statt. Sie führte über elf Etappen und eine Gesamtdistanz von 1375,9 Kilometern. 
Gesamtsieger wurde der Schweizer Louis Pfenninger. Die Rundfahrt startete in Zürich mit 87 Fahrern, von denen 51 Fahrer (darunter fünf Deutsche) – ebenfalls in Zürich – ins Ziel kamen.

## Etappen
| Etappe     | Tag      | Start – Ziel             | km         | Etappensieger           | Gesamtwertung       |
| ---------- | -------- | ------------------------ | ---------- | ----------------------- | ------------------- |
| 1. Etappe  | 14. Juni | Zürich – Langenthal      | 170        | Herman Van Springel     | Herman Van Springel |
| 2. Etappe  | 15. Juni | Langenthal – Binningen   | 152        | Walter Godefroot        | Herman Van Springel |
| 3. Etappe  | 16. Juni | Binningen – Boncourt     | 84         | Daniel van Rijckeghem   | Herman Van Springel |
| 4. Etappe  | 17. Juni | Boncourt – Nidau         | 140        | Harm Ottenbros          | Herman Van Springel |
| 5. Etappe  | 18. Juni | Nidau – Siders           | 207        | Gregorio San Miguel     | Louis Pfenninger    |
| 6. Etappe  | 19. Juni | Siders – Bellinzona      | 191        | Rolf Maurer             | Louis Pfenninger    |
| 7. Etappe  | 20. Juni | Bellinzona – Lenzerheide | 127,5      | Robert Hagmann          | Louis Pfenninger    |
| 8. Etappe  | 21. Juni | Lenzerheide – Brunnen    | 165        | Aurelio González Puente | Louis Pfenninger    |
| 9. Etappe  | 21. Juni | Bürglen – Klausenpass    | 22,4 (BZF) | Robert Hagmann          | Louis Pfenninger    |
| 10. Etappe | 22. Juni | Brunnen – Eschenbach     | 75         | Daniel van Rijckeghem   | Louis Pfenninger    |
| 11. Etappe | 22. Juni | Eschenbach – Zürich      | 42 (EZF)   | Robert Hagmann          | Louis Pfenninger    |